# Juventus Stadium
Juventus Stadium je fotbalový stadion ležící v italském Turíně. Byl otevřen v roce 2011. Má kapacitu pro 41 000 diváků a své domácí zápasy zde hraje prvoligový Juventus FC. Když bylo oznámeno, že Stadio Delle Alpi bude zbořen a nahrazen novým stadionem, stal se jeden z prvních velkých stadionů v Itálii vlastněným klubem, který na něm hraje. Tribuny se nachází pouze 7,5 m od hrací plochy. To je největší rozdíl oproti Delle Alpi. Vzdálenost mezi poslední řadou na tribuně a trávníkem činí 49 m.
První zápas se zde odehrál 8. září 2011. Jednalo se o přátelský duel mezi nejstarším fotbalovým klubem na světě, Notts County, a Juventusem. Zápas skončil výsledkem 1-1. První soutěžní zápas zde odehrál Juventus s Parmou. V 17. minutě vstřelil švýcarský hráč Juventusu Stephan Lichtsteiner první branku na tomto stadionu. 20. března 2012 UEFA potvrdila, že Juventus stadium bude hostit finále Evropské ligy 2013/14.

## Pozadí
Předchozí domácí stánek Juventusu, Stadio Delle Alpi, byl postaven pro Mistrovství světa 1990. Dokončen byl téhož roku. Přesun klubu z bývalého domácího stadionu, Stadia Olimpica, na Stadio Delle Alpi byl kontroverzní. Delle Alpi byl postaven za vysoké náklady, byl relativně méně dostupný a byl zde špatný výhled publika kvůli atletické dráze. Navzdory skutečnosti, že Juventus byl nejvíce podporovaný tým v Itálii (nejvyšší televizní sledovanost, největší návštěvy na venkovní zápasy), byla návštěvnost Stadio Delle Alpi tristní. Průměrná návštěvnost činila třetinu z celkové kapacity 67 000 míst. Klub koupil stadion od místního zastupitelstva v roce 2003. Tímto krokem potěšil své věrné fanoušky.
Juventus nepopulární stadion opustil v roce 2006. Poté začal plánoval výstavbu více důvěrnějšího stánku s lepší atmosférou. Během tohoto období hráli své domácí zápasy na nově zrenovovaném Stadiu Olimpico. Olympijský stadion nebyl oblíbený zejména kvůli své nízké kapacitě.
V listopadu roku 2008 klub odhalil plány na výstavbu nového stadionu, jenž bude schopen pojmout 41 000 sedících diváků a bude stát na místě tehdejšího Stadia Delle Alpi. Nový stadion byl vystavěn za 100 milionů € a obsahoval moderní zařízení jako například luxusní boxy. Dokončení Juventus stadium udělal z Juventusu jediný klub Serie A, který si kdy postavil a posléze vlastnil svůj stadion. Později prezident klubu, Giovanni Cobolli Gigli, popsal nový stánek jako "zdroj velké hrdosti". Otevírací ceremoniál se odehrál 8. září 2011. Při této události se Juventus utkal v historické exhibici s Notts County. Zápas skončil výsledkem 1-1, když za domácí skóroval Luca Toni a v druhém poločase vyrovnali hosté zásluhou Lee Hughese. Tyto celky proti sobě odehrály ještě jednu exhibici v roce 2012, kdy Notts County pozvali na Meadow Lane Juventus při příležitosti oslavy 150 let od založení klubu.
Nejvyšší návštěva stadionu činila 40 944 diváků 13. dubna 2012 v zápase proti Atalantě. Juventus vyhrál 3-1.

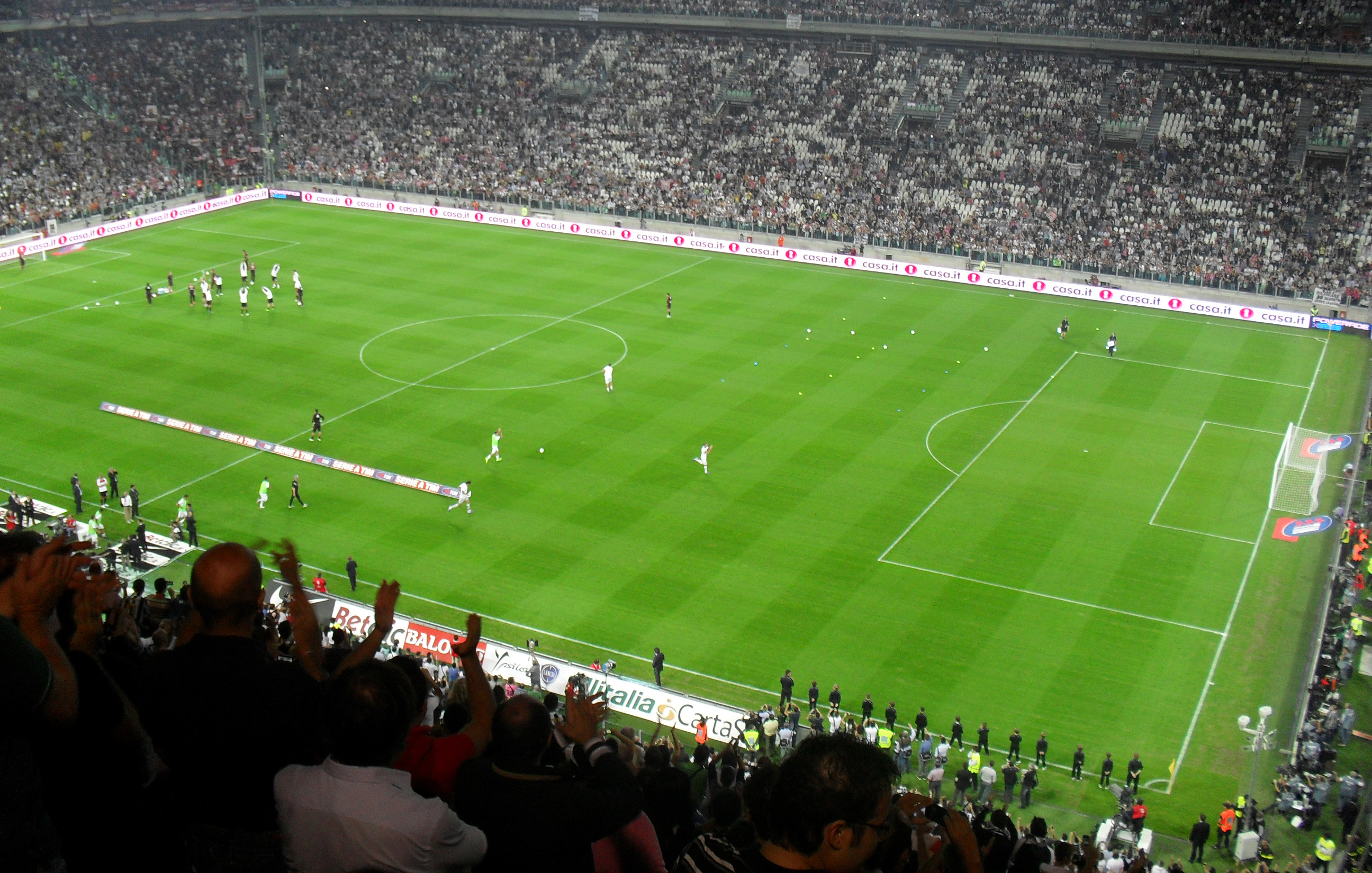
Vnitřek Juventus Stadium

## Juventus Premium Club
Na stadionu je 3600 luxusních sedadel a 64 sky boxů. Služby zahrnují vyhrazený vstup na stadion, luxusní křesla s osobními LCD televizory, výhradní restaurace, bary, společenské místnosti, lehké občerstvení v poločase a po zápase, vyhrazené parkoviště a vstup do muzea (od roku 2012).
Juventus Premium Club je firemní pohostinský projekt Juventusu, zaměřen na společnosti, které chtějí zabavit své klienty a partnery obědem nebo večeří před zápasem.
Kromě toho se v areálu stadionu nachází nákupní centrum o rozloze 34 000 m2. Obchodní centrum je otevřeno každý den a je zde parkoviště pro 4000 vozidel. Nové muzeum věnované historii Juventusu se nachází v blízkosti stadionu.

## Práva na jméno
Juventus podepsal smlouvu se společností Sportfive Italia. To dalo společnosti "exkluzivní práva na pojmenování stadionu a dílčí propagační a sponzorská práva nového stadionu". Sportfive Italia má tím pádem právo na jméno stadionu a může prodávat vstupenky do VIP sekce a do sky boxů.

## Služby

### Prohlídka stadionu
Každý den se koná prohlídka stadionu s průvodcem, která trvá 70 minut. Návštěvníci nahlédnou do šaten, zázemí, muzea a na trávník. Prohlídky byly zahájeny v listopadu 2011 a úplně první prohlídkou provedl návštěvníky bývalý hráč Juventusu, a momentální člen představenstva, Pavel Nedvěd. Audio průvodci jsou k dispozici také pro zahraniční návštěvníky v angličtině, francouzštině, němčině a španělštině.

### Obchodní centrum Area 12
27. října bylo vedle stadionu otevřeno nákupní centrum Area 12. Nachází se v zde více než 60 obchodů, 2 bary, 3 restaurace a první hypermarket E.Leclerc-Conad, jenž obsahuje službu drive-through. To umožňuje zákazníkům nakupovat online a poté si pro předobjednané zboží pouze přijet. Nový Juventus store je se svými 550 metry čtverečními největší klubový obchod v zemi. Obchod byl navržen Giorgettem Giugiarou a architektem Albertem Rollou.
Nákupní centrum má 2000 parkovacích míst, z čehož je jich 800 pod střechou.

### J Muzeum
Juventus muzeum, zvané 'J Museum', bylo odhaleno 16. dubna 2012 prezidentem klubu Andreou Agnellim a předsedou muzea Paolem Gambertim. Otevřeno veřejnosti bylo následující den. Významným prvkem je zde rozsáhlé využití moderních technologií. To dodává návštěvníkům pestřejší zážitek při návštěvě muzea. Předsedou muzea je známý italský novinář Paolo Garimberti. Dříve pracoval jako novinář a korespondent pro La Stampa, La Repubblica a CNN Itálie.
Muzeum bylo populární a stal se z něj bod zájmu pro návštěvníky stadionu. Jen čtyři měsíce po otevření přilákalo kolem 40 000 lidí.

## Finále Evropské ligy 2013/14
20. března 2012 UEFA potvrdila, že Juventus Stadium bude hostit finále Evropské ligy 2013/14.
UEFA to vysvětlila v prohlášení:
Juventus Stadium bude hostit finále 2013/14 UEFA Europské Ligy, s novým domovem nejznámějšího Turínského fotbalového exportu otevřeným v září roku 2011.
Aréna o kapacitě 41 000 míst stojí na místě starého Stadia Delle Alpi (stadion Alp), který byl slavnostně otevřen v roce 1990, aby hostil zápasy mistrovství světa ve fotbale (FIFA World Cup). Juventus koupil starý stadion, jenž kdysi sdílel s konkurenčním Turínem FC, od místních úřádů s cílem vybudovat svůj nový domov. Jsou prvním významným italským klubem, který vlastní domácí stadion.
Juventus byl založen v roce 1897, La Vecchia Signora (Stará dáma), vyhrál 28 ligových titulů, 9 italských pohárů a 3 z nejvýznamnějších pohárů pořádaných UEFA: Pohár mistrů evropských zemí/Ligu mistrů UEFA v letech 1984/85 a 1995/96; Pohár vítězů pohárů v sezóně 1983/84; a Pohár UEFA v letech 1976/77, 1989/90 a 1992/93. Tohoto úspěchu se podařilo pouze klubům AFC Ajax a FC Bayern Mnichov. Turín nebyl nikdy svědkem finále významné klubové evropské soutěže, třebaže 8 předchozích finále se odehrály v Itálii: čtyři na římském Stadio Olimpico, tři na San Siru v Miláně a jedno v Bari, na Stadiu San Nicola. Tři vítězství Juventusu v Poháru UEFA se odehrály v dvouutkáních: první dvě se odehrály na Stadiu Comunale; a jediné a zároveň poslední se odehrálo v sezóně 1992/93 na Stadio Delle Alpi.

## Galerie

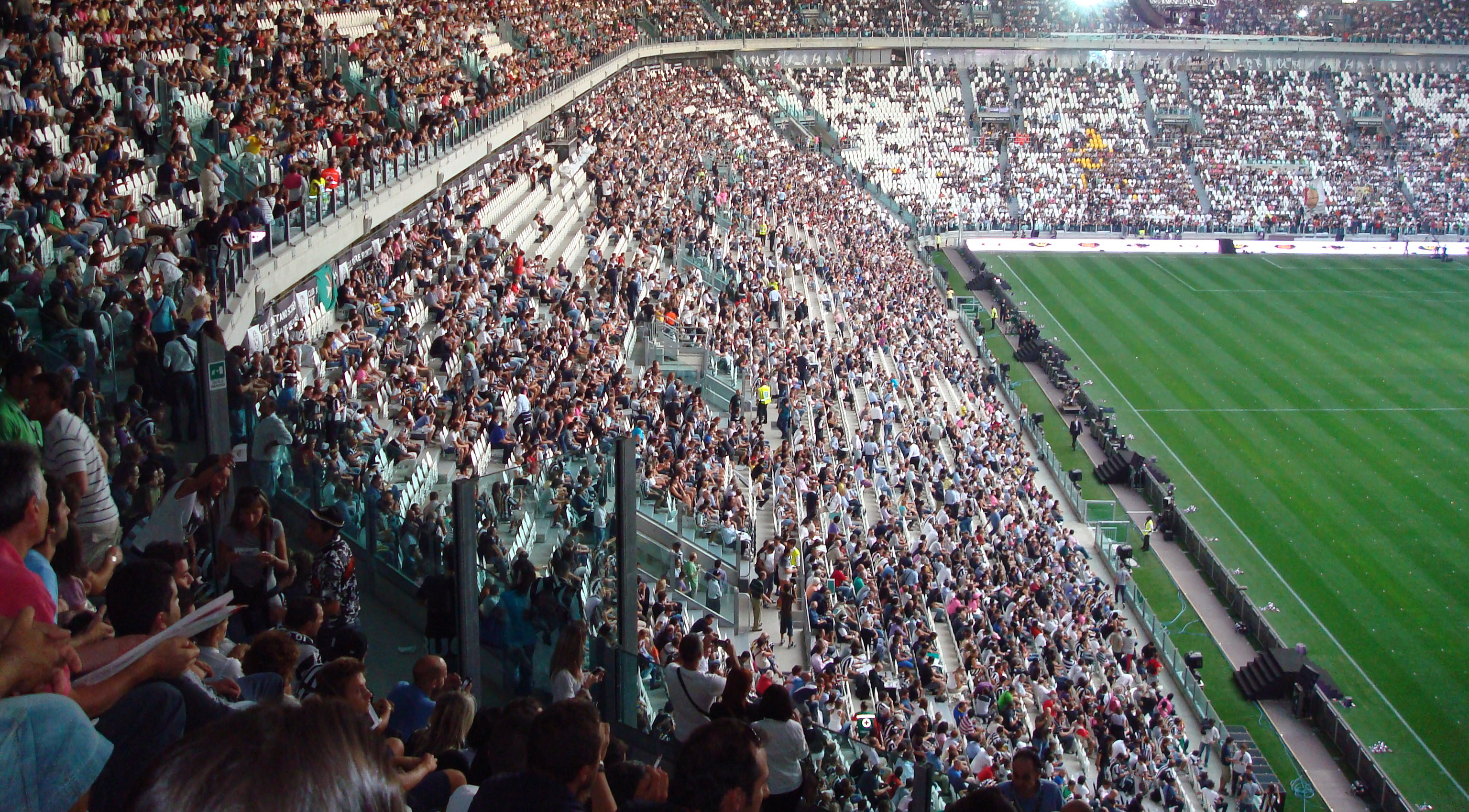
Interiér
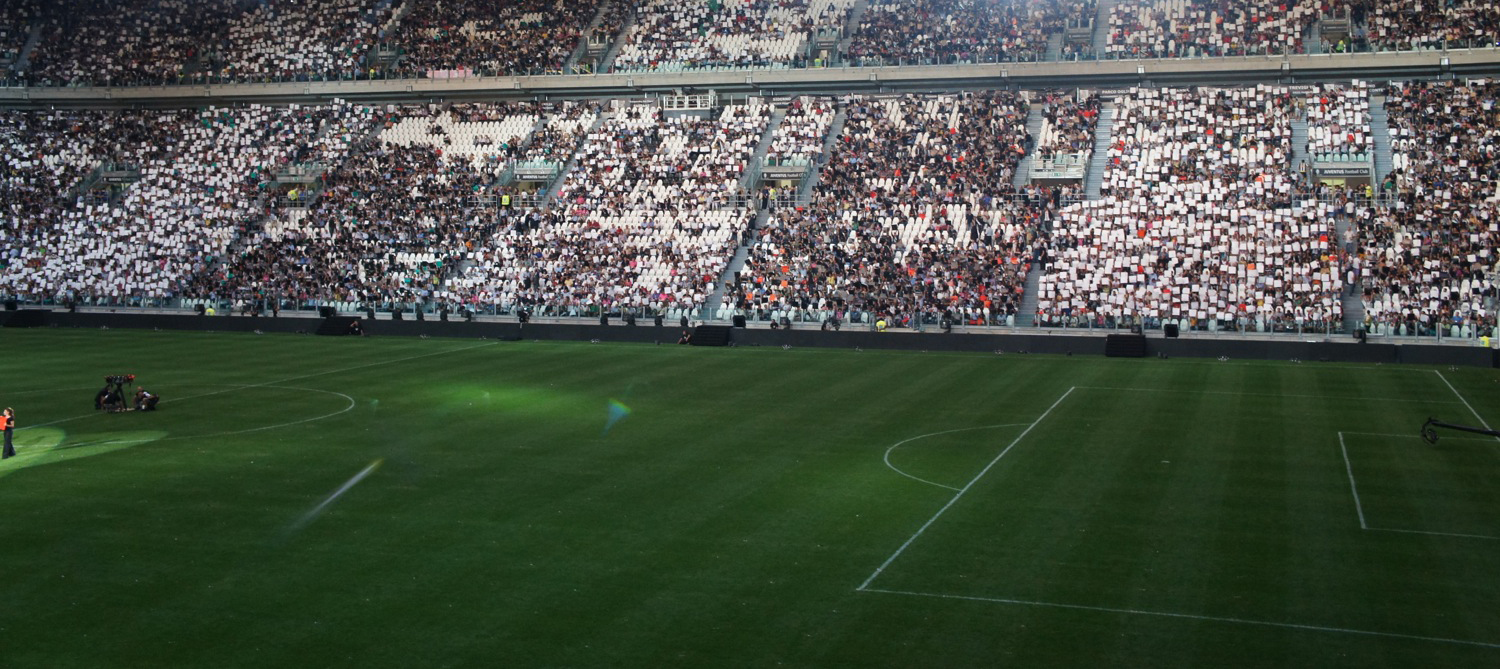
Interiér
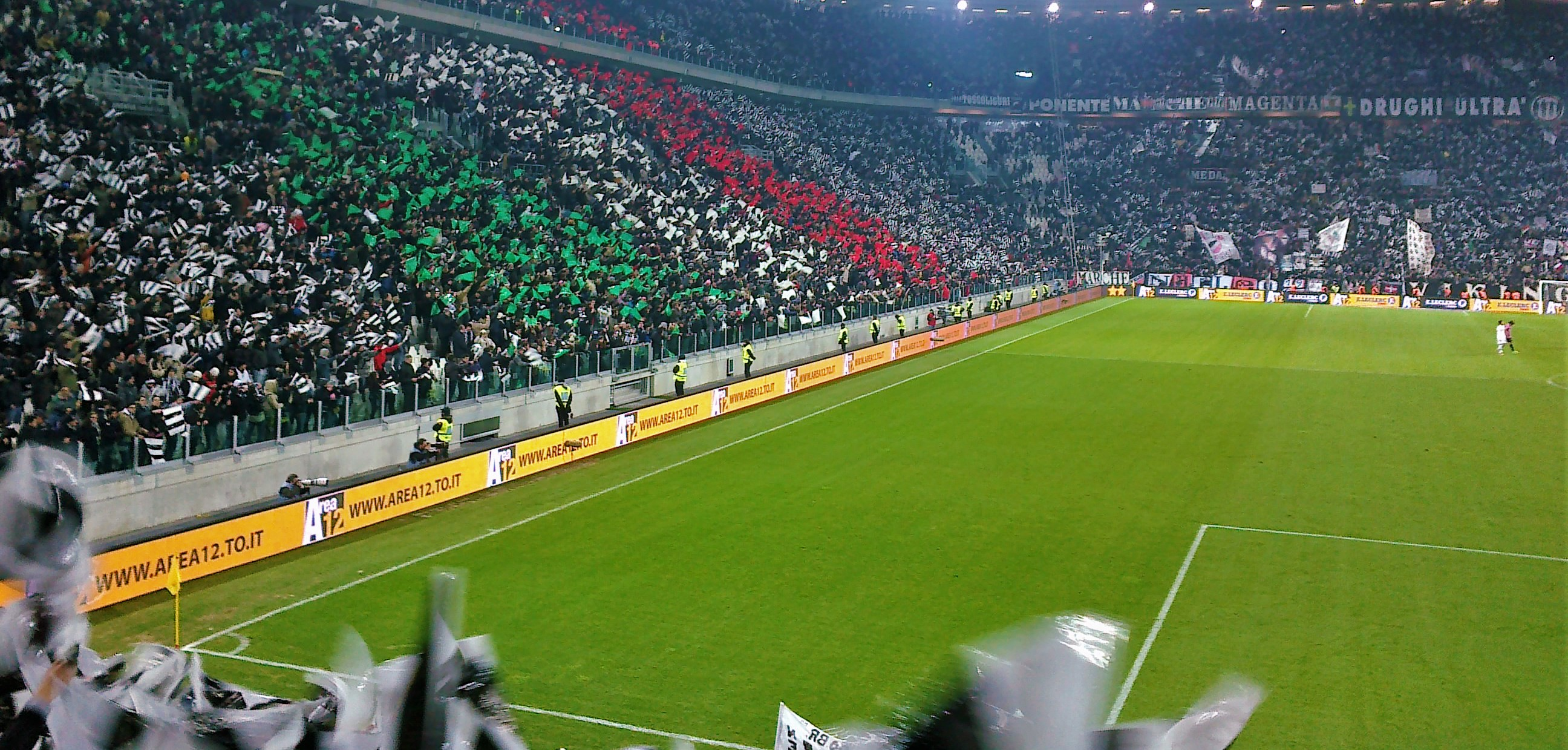
Vnitřek stadionu
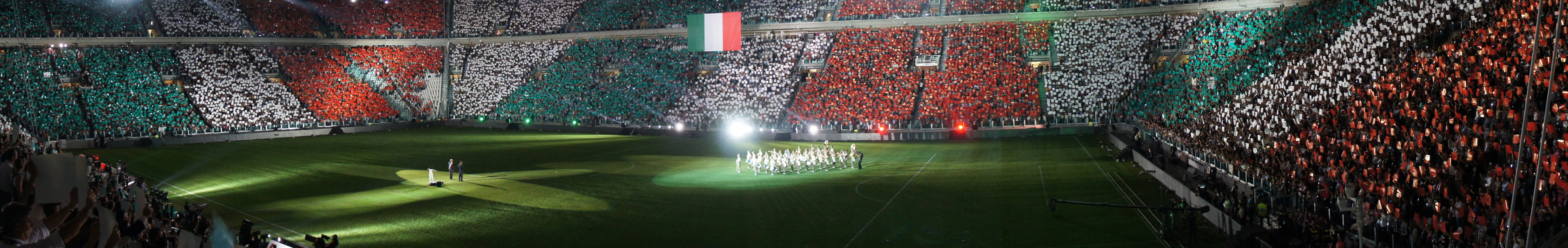
Panorama během otevíracího ceremoniálu